# John Cannon
John Cannon (Londres, Regne Unit, 21 de juny del 1933 Nou Mèxic, Estats Units, 18 d'octubre de 1999) era un pilot de carreres automobilístiques.
Tot i haver nascut a Anglaterra, ell corria per Canadà. Va córrer internacionalment a les USRRC series, a la CanAm, a les Continental series on va ser campió l'any 1970 i que li va permetre provar sort a la Fórmula 1. John Cannon va participar en un únic Gran Premi de F1, el Gran Premi dels Estats Units que es va disputar el 3 d'octubre de 1971. Va acabar la cursa en 14a posició, sense sumar cap punt pel Campionat del món.
Va morir en un accident amb un ultralleuger.

## Resultats a la F1
| Any  | Equip | 1   | 2   | 3   | 4   | 5   | 6   | 7   | 8   | 9   | 10  | 11     | Equip | WDC | Punts |
| ---- | ----- | --- | --- | --- | --- | --- | --- | --- | --- | --- | --- | ------ | ----- | --- | ----- |
| 1971 | BRM   | RSA | ESP | MON | HOL | FRA | GBR | ALE | AUT | ITA | CAN | USA 14 | BRM   | -   | 0     |